# Drum's Not Dead
 (avril 2020).
Si vous disposez d'ouvrages ou d'articles de référence ou si vous connaissez des sites web de qualité traitant du thème abordé ici, merci de compléter l'article en donnant les références utiles à sa vérifiabilité et en les liant à la section « Notes et références ».
Albums de Liars
They Were Wrong, So We Drowned
(2004) Liars
(2007)
Singles
1. It Fit When I Was A Kid
Sortie : 21 novembre 2005
2. The Other Side Of Mt. Heart Attack
Sortie : 13 février 2006

Drum's Not Dead est le troisième album des Liars, publié en 2006 par le label Mute. Le groupe continue avec ce disque à explorer la veine expérimentale entamée par son prédécesseur, They Were Wrong, So We Drowned. L'album, composé de 12 disques enchainées (à l'exception de la dernière), est distribué avec un DVD contenant trois vidéos différentes de l'album: les 12 morceaux du disque ont tous été mis en images trois fois, une fois par Angus Andrew, une par Julian Gross et une par le réalisateur Markus Wambsganss. Le groupe insiste sur le fait que contrairement à They Were Wrong, So We Drowned (dans lequel les textes ne parlaient que de sorcellerie), ce disque n'est pas un concept-album, malgré le fait que les titres de morceaux présentent les aventures de deux personnages, Mt. Heart Attack et Drum, car cela n'a pas influencé leur manière de composer.

## Liste des morceaux
1. Be Quiet, Mt. Heart Attack!
2. Let's Not Wrestle, Mt. Heart Attack
3. A Visit From Drum
4. Drum Gets A Glimpse
5. It Fit When I Was A Kid
6. The Wrong Coat For You Mt. Heart Attack
7. Hold You, Drum
8. It's All Blooming Now Mt. Heart Attack
9. Drum And The Uncomfortable Can
10. You, Drum
11. To Hold You, Drum
12. The Other Side Of Mt. Heart Attack